# Meckenheimersches Schloss

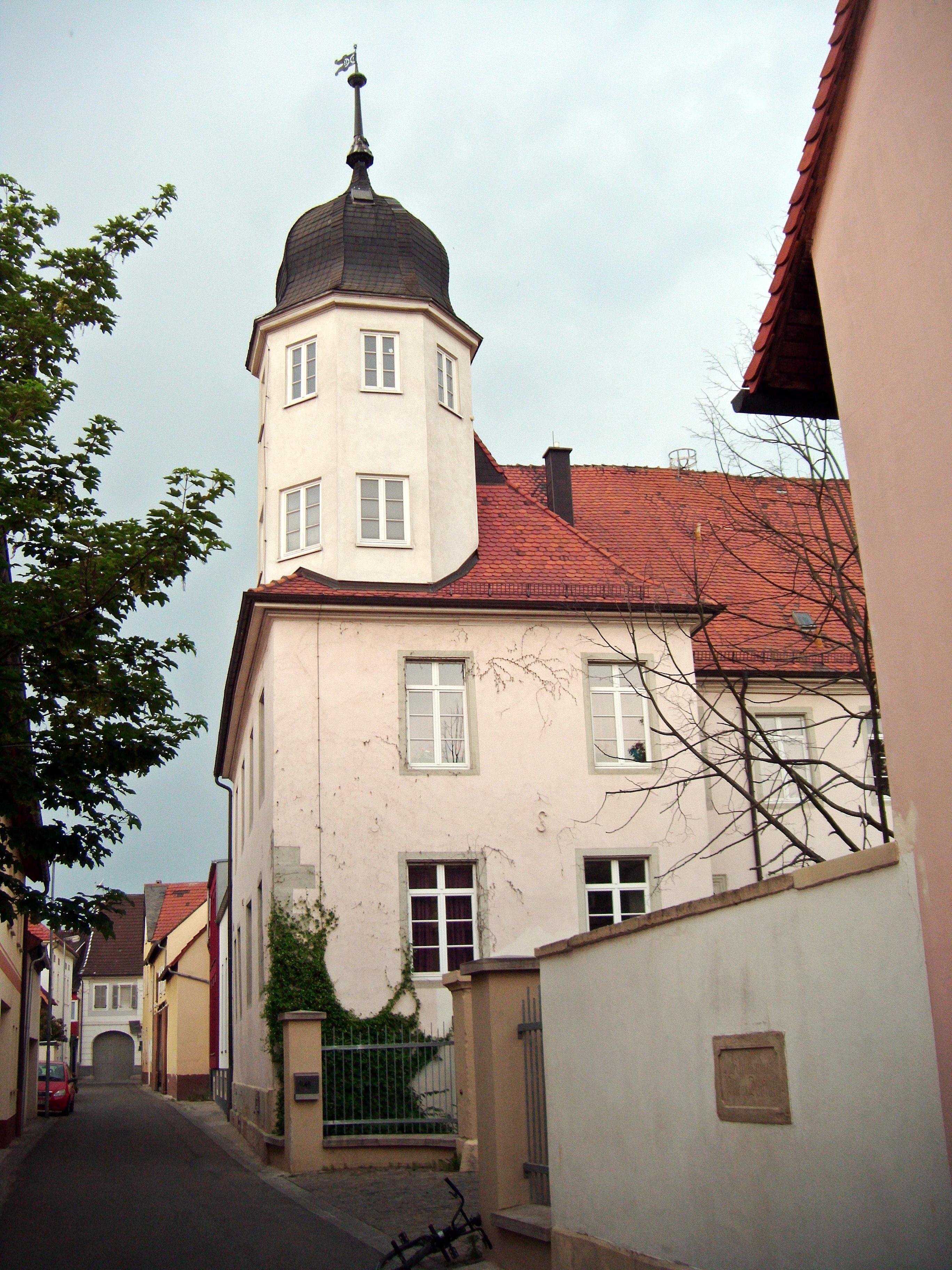
Südflügel des Schlosses von Osten

Das Meckenheimersche Schloss befindet sich in der Junkergasse 1 in Lambsheim. Das Gebäude, dessen Vorgängerbauten bis ins 15. Jahrhundert zurückreichen, war lange Zeit ein Herrensitz, bis es in den Besitz der Gemeinde gelangte und seitdem verschiedenen anderen Zwecken dient.

## Geschichte

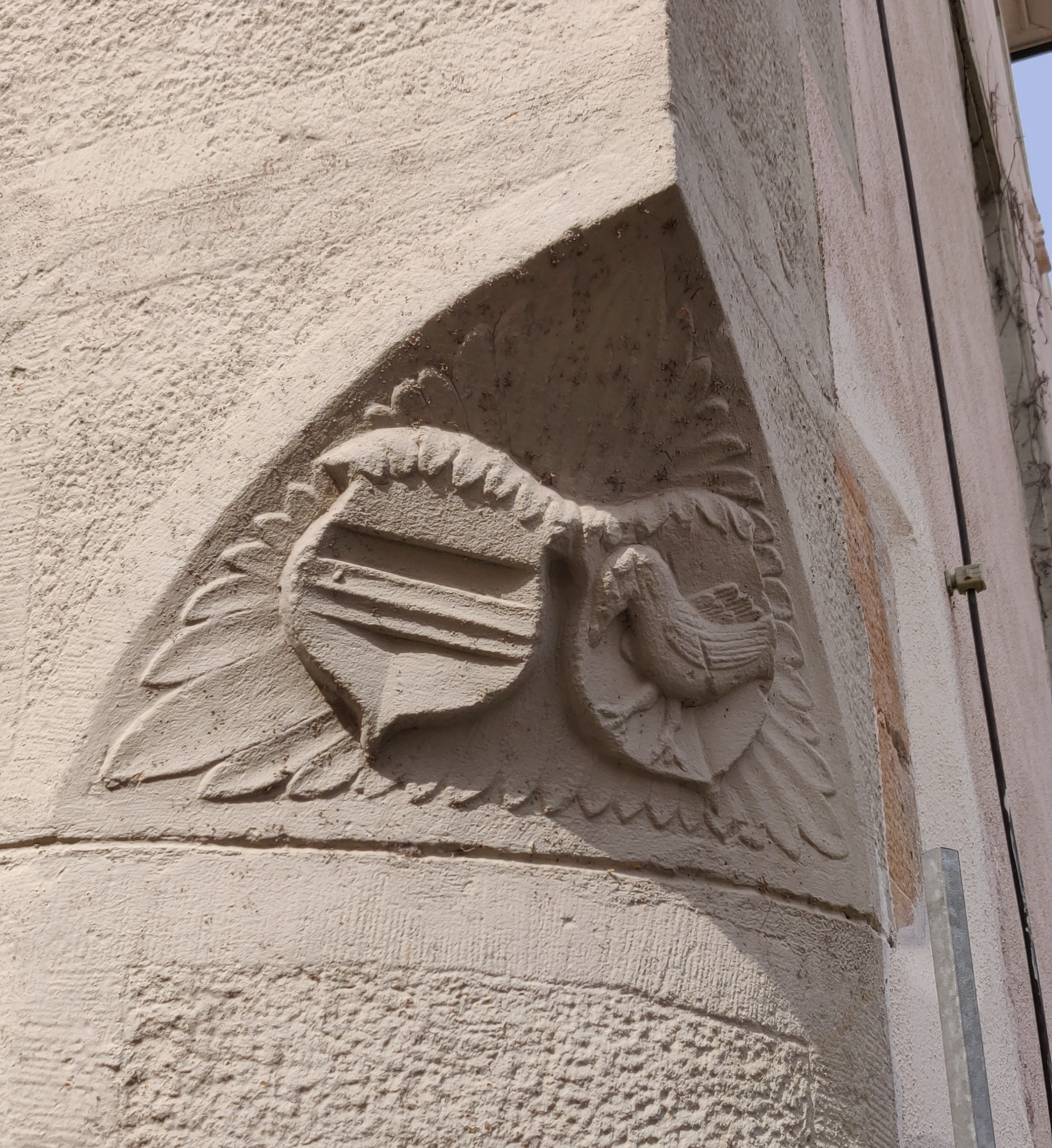
Wappen von Heinrich von Meckenheim und Ulrike von Helmstatt an der Südostecke des Schlosses

Seit etwa 1400 ist an dieser Stelle ein Rittersitz belegt. Ein um 1500 errichtetes Gebäude wurde bereits 1504 von Philipp von Hessen zerstört, danach von Heinrich von Meckenheim († 1531) wieder aufgebaut. Dessen Wappen findet sich heute noch mit dem seiner Frau Ulrike von Helmstatt († 1510) in der gekehlten Ecke der Straßenfront; beide wurden in der damaligen (später reformierten) Dorfkirche von Lambsheim begraben. In der Folgezeit mehrfach beschädigt, wurde das Anwesen nach dem Dreißigjährigen Krieg in der Mitte des 17. Jahrhunderts wieder aufgebaut.
1690 starb das Geschlecht der Meckenheimer aus, 1702 wechselte das Gebäude den Besitzer und gelangte an den kurpfälzischen General Johann Wilhelm von Efferen († 1724), der auch das Jagdschloss Lambsheim besaß. 1725 erwarb Ludwig Anton von Haacke den Besitz. Er ließ das Schloss 1740 modernisieren bzw. umbauen. Die Initialen V.H. finden sich in den eisernen Ankern in der dem Hof zugewandten Wand sowie zusammen mit dem Wappen des Geschlechts in der Wetterfahne. Ende des 18. Jahrhunderts ersteigerte der vormalige Gutsverwalter Philipp Jeremias Koob das Meckenheimersche Schloss, vermachte es aber 1823 der Gemeinde Lambsheim. Diese nutzt es seitdem als Verwaltungsgebäude, bis 1966 diente es außerdem als Schulhaus. Aktuell wird das Erdgeschoss als Kindergarten, der Keller für Festivitäten benutzt.
Im Schlossturm war bis vor einigen Jahren das Atelier des Lambsheimer Turmmalers eingerichtet, dessen Posten jährlich neu besetzt wird. Aus brandschutztechnischen Gründen wurde diese Nutzung des Turms verworfen. Der Turmmaler hat seither sein Domizil im Haus der Vereine  mit Blick auf den Neutorturm.

## Architektur

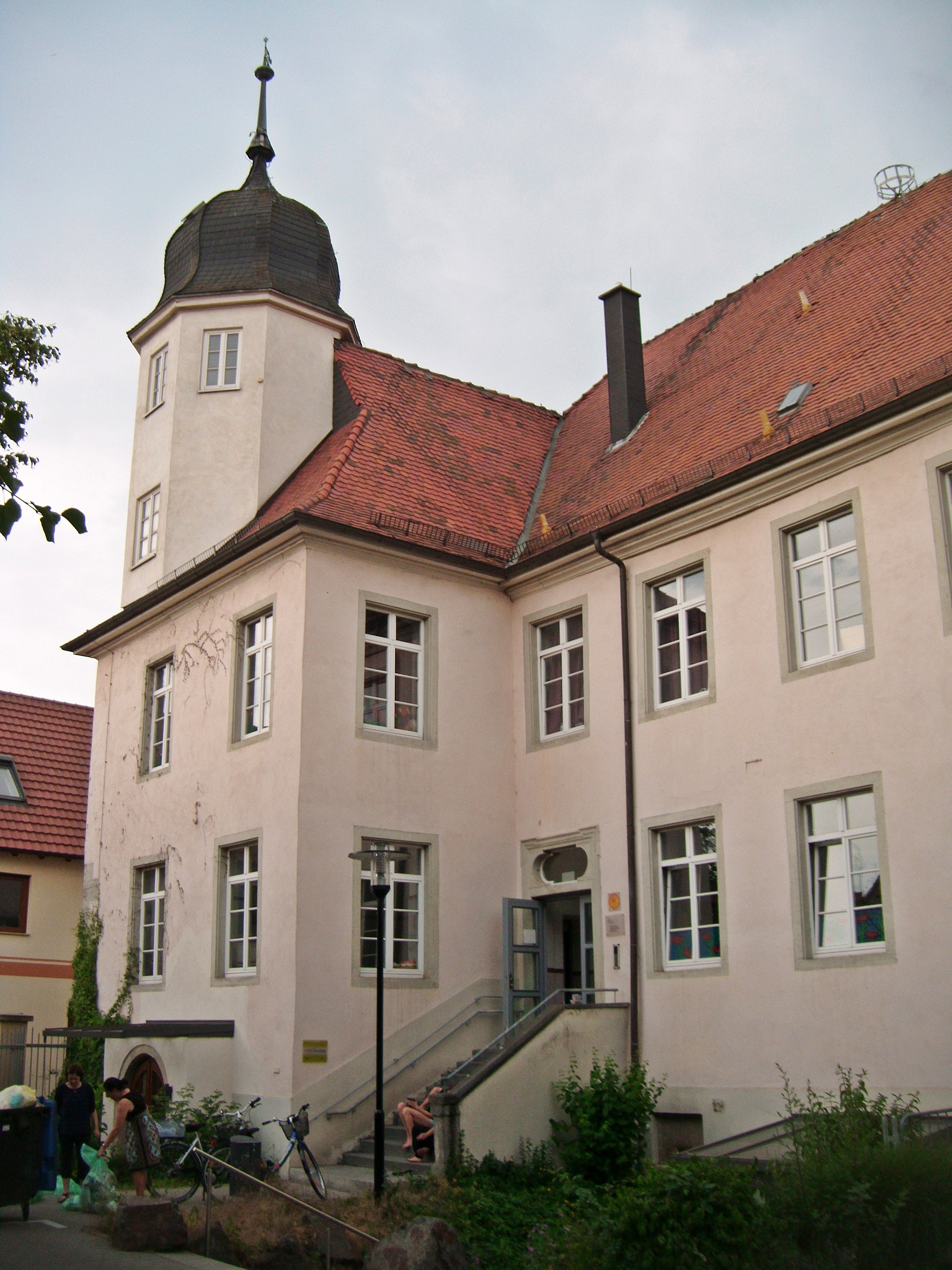
Das Schloss von der Hofseite

Das Meckenheimersche Schloss hat einen hakenförmigen Grundriss, der wohl noch von den Vorgängerbauten des 15. Jahrhunderts stammt. Aus diesem frühen baugeschichtlichen Stadium hat sich jedoch nur das ausgedehnte Kellersystem erhalten, dessen Gratgewölbe von freistehenden Pfeilern gehalten wird. Der nach dem Dreißigjährigen Krieg entstandene Neubau entspricht in Grundzügen dem heute noch zu sehenden Gebäude: Es handelt sich um einen zweigeschossigen Putzbau mit Walmdächern und gleichmäßig angeordneten Fensterreihen. Zu vermuten ist, dass einige architektonische Elemente bereits auf den Vorgängerbau zurückgehen; sicher nachweisen lässt sich dies jedoch nicht. Bei der Modernisierung des Schlosses im Jahre 1740 wurde unter anderem der achteckige Dachturm im Stil des Spätbarock errichtet, der mit einer Schweifgaube versehen ist.
Der Haupteingang zum Gebäude ist reich profiliert und mit Ohrungen versehen. Im Westen, also auf der dem Hof abgewandten Seite, finden sich innen Reste einer Steintreppe. An der Straße wurde westlich des eigentlichen Schlosses im 18. Jahrhundert ein Nebengebäude ergänzt, das ebenfalls einen Gewölbekeller besitzt. Auf der dem Schloss gegenüberliegenden Seite des Schlosshofes wurde 1858 eine Kleinkinderpflegeanstalt erbaut. Dies ist ein ebenfalls verputzter eineinhalbgeschossiger Bau, der durch Hausteine gegliedert und mit einem Satteldach versehen ist, aber in späterer Zeit stark restauriert wurde. Der komplette Hofbereich ist von einer Mauer umgeben.

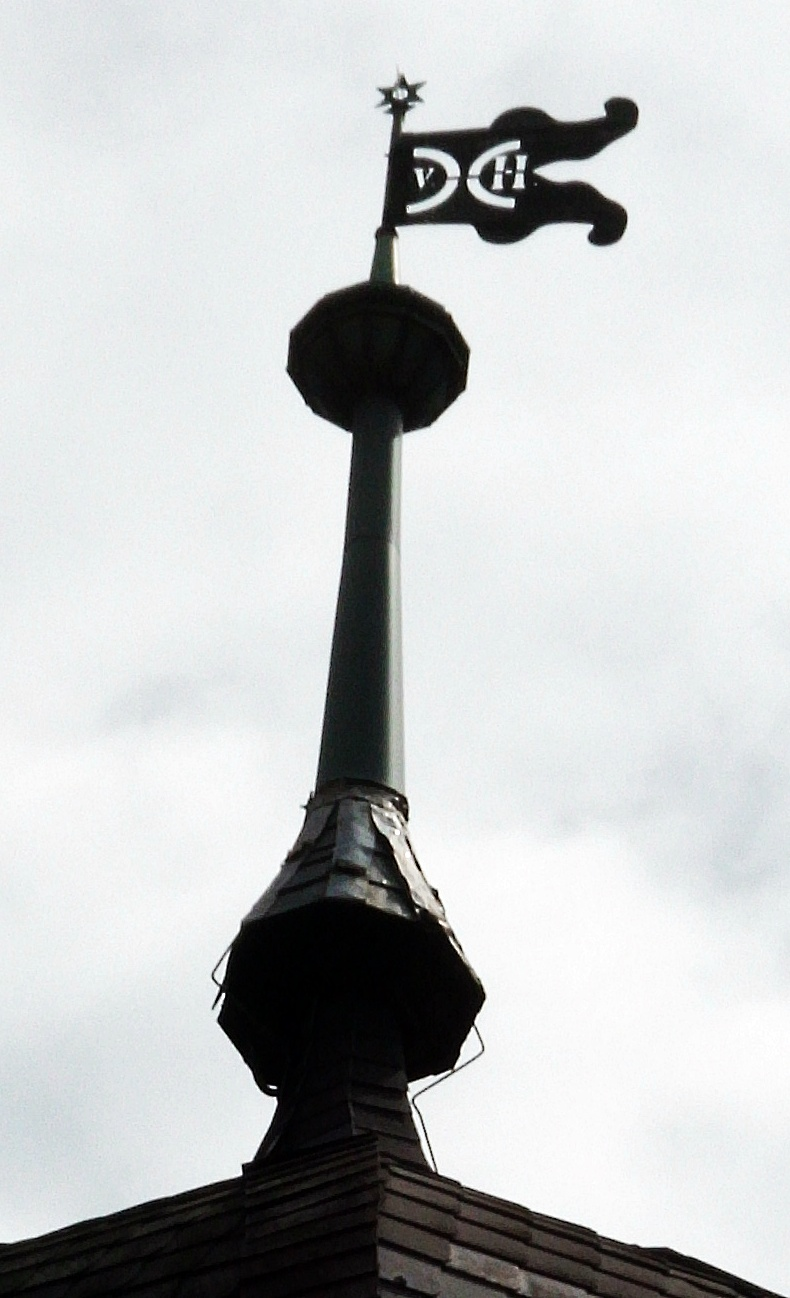
Wetterfahne des Turmes mit Wappen und Monogramm der Freiherrn von Hacke

## Schlossgarten
Der Garten des Meckenheimerschen Schlosses befand sich westlich von Lambsheim außerhalb der Stadtbefestigung. Zu erreichen war er durch das Anwesen Hauptstraße 47, das im dritten Viertel des 18. Jahrhunderts von der Familie Koob erbaut wurde, die einige Jahrzehnte später auch das Schloss selber erwerben sollte. Der Park befand sich also im Bereich zwischen der heutigen Stadtgrabenstraße und der Ringstraße.